# Kevin Gameiro
Kevin Dominique Gameiro (Senlis, Oise, 9 de mayo de 1987) es un exfutbolista francés que jugaba como delantero.
Debutó como internacional absoluto con la selección de Francia en 2010.

## Trayectoria

### Etapa en Francia

#### Racing de Estrasburgo
Su debut en la Ligue 1 se produjo el 10 de septiembre de 2005, en la derrota del Racing Estrasburgo frente al PSG (1-0). Gameiro hizo su debut europeo en un partido de la Copa de la UEFA contra el club serbio Estrella Roja de Belgrado. En ese partido en el que el club empató por 2-2 consiguió anotar su primer gol como profesional. Gameiro anotó su primer gol en la Ligue 1 el 4 de febrero de 2006 en una derrota por 2-1 ante el Racing Club de Lens. Tres semanas más tarde, su temporada se vio interrumpida tras romperse los ligamentos de una de las rodillas tras una entrada del centrocampista del Troyes AC Blaise Kouassi que le mantuvo el fuera el resto de la temporada. En general, la temporada de Gameiro fue un éxito, sin embargo, debido a que el club se centró más en Europa, el equipo sufrió el descenso a la Ligue 2 en la temporada 2006-07.
Debido al proceso de rehabilitación de la rodilla, Gameiro hizo su debut con el Estrasburgo en la Ligue 2 el 19 de septiembre de 2006 en una derrota por 2-0 ante el AJ Auxerre en la Copa de la Liga. Él anotó su primer gol dos meses después, en una victoria por 2-0 sobre el FC Istres. Su temporada no fue buena, tan solo anotó dos goles, aunque el equipo ascendió de nuevo a la Ligue 1. En su primera temporada completa como profesional, Gameiro anotó seis goles en 36 apariciones totales. Anotó sus últimos dos goles para el club en los dos últimos partidos de la temporada ante el SM Caen y el Olympique de Marsella. El Estrasburgo perdió los dos partidos y de nuevo descendió a la Ligue 2.

#### Football Club Lorient
El 16 de junio de 2008 fue traspasado al FC Lorient por una cantidad cercana a los 3,5 millones de euros. 

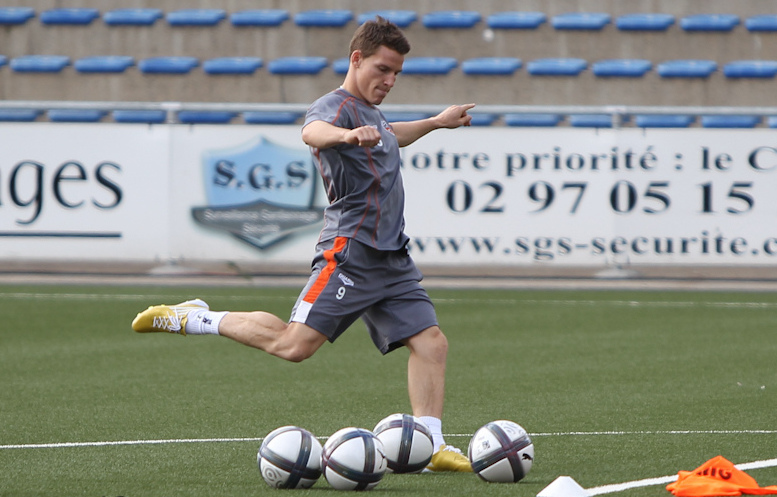
Gameiro ejecutando un tiro durante un entrenamiento con el Lorient en septiembre de 2010.

 Hizo su debut en el club el 9 de agosto de 2008 al jugar todo el partido en la victoria por 1-0 sobre el Le Mans. Dos semanas más tarde, marcó su primer gol para el club en una derrota por 3-1 ante el Valenciennes FC. Gameiro continuó su consistencia durante la parte central de la temporada marcando ante el FC Sochaux, Grenoble Foot 38, Olympique de Marsella, y AS Nancy. Gameiro anotó un doblete ante este último club. Él terminó la temporada con 39 partidos en total y 13 goles. Lorient terminó la temporada en el 10 puesto, empatando en el mejor resultado de la historia del club en la Ligue 1.
Gameiro continuó su ascenso en el fútbol francés en la temporada 2009-10. Marcó en su debut en la temporada, el 8 de agosto de 2009 en una victoria por 2-1 sobre el Lille y convirtió un gol la semana siguiente contra el Montpellier en el empate 2-2. El 7 de noviembre, anotó su primer doblete del año en la goleada por 5-0 ante el US Boulogne. El 27 de enero de 2010, Gameiro anotó el único gol en la victoria trastornada del Lorient sobre el potente Olympique de Lyon en la Copa de la Liga. Su buen momento de forma llevó a los analistas a declarar que Gameiro debía ser convocado para la selección francesa, sin embargo, antes del amistoso contra España el 3 de marzo, Gameiro se lesionó, lo que llevó al entrenador Raymond Domenech a no convocarlo con el equipo. Gameiro terminó la campaña 2009-10 anotando siete goles en los últimos nueve partidos de liga, entre otros un doblete ante el AS Saint-Étienne. En los seis partidos que anotó con el Lorient, el equipo ganó cinco y finalmente terminó la campaña en séptimo lugar; mejor resultado del club en la Ligue 1.

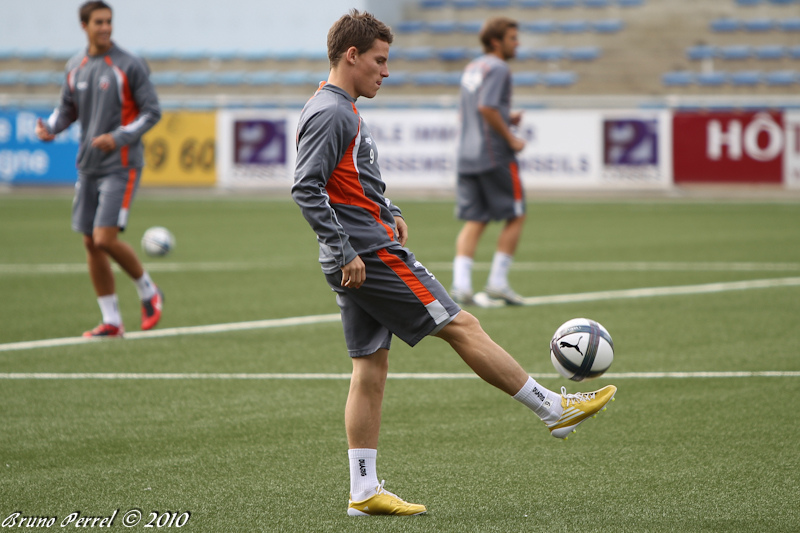
Gameiro entrenando con el Lorient en septiembre de 2010.

En la temporada 2010-11, Gameiro se mantuvo constante. Después de perderse el primer partido de Liga, regresó al equipo a mediados de agosto. El 28 de agosto, marcó el gol de la victoria en una victoria por 2-0 sobre el Olympique de Lyon. El 6 de noviembre, marcó los dos goles en la victoria por 2-1 sobre el AS Saint-Étienne. En diciembre, marcó su primer hat trick en la Ligue 1 en una sonrojante derrota por 6-3 ante el Lille. En enero de 2011, Gameiro fue objeto de intensa especulación de transferencia. El 4 de enero, se informó de que el delantero había llegado a un acuerdo en un contrato con el club español del Valencia CF. A pesar del acuerdo notificado, el presidente del Lorient Loïc Féry declaró que, si bien los términos personales se habían acordado, el Valencia nunca había enviado una transferencia de cuota de oferta para el jugador. A finales de mes, los medios franceses informaron que Lorient había aceptado una oferta del Girondins de Burdeos. Funcionarios de Burdeos, sin embargo, revelaron que la preferencia de Gameiro era jugar en el Valencia.  En última instancia, Gameiro se quedó en el Lorient tras el cierre del mercado invernal, a pesar de la especulación sobre una posible transferencia, Gameiro se mantuvo potente sobre el terreno de juego. Marcó siete goles en los siguientes cuatro partidos con el Lorient, entre ellos dos ante el Stade Brest en la victoria por 2-0 y un nuevo hat-trick el 19 de febrero en la goleada por 5-1 ante el Burdeos. Fue elegido como uno de los jugadores que componían el once ideal de la Ligue 1 de la temporada 2010-2011, terminando como segundo máximo goleador del campeonato con 22 goles marcados en 35 partidos jugados.

#### Paris Saint-Germain

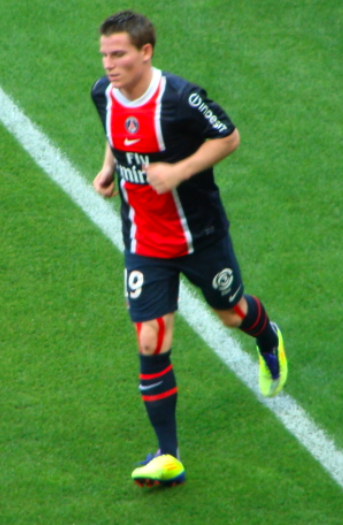
Gameiro con el PSG.

Finalmente, el 12 de junio de 2011 alcanzó un acuerdo con el PSG y ese mismo día fue presentado como nuevo jugador del club. El acuerdo entre el Lorient y el PSG fue de 12 millones de €. Precisamente el debut de Gameiro con el PSG se produjo en una derrota ante sus ex del Lorient por 1-0. A la siguiente semana, marcó su primer gol para el club parisino en un empate 1-1 con el Stade Rennais. El 16 de octubre, Gameiro logró un triplete en la victoria por 3-1 de su equipo ante el AC Ajaccio. Su último gol de la temporada llegó el 11 de marzo, contra el Dijon FCO. Jugó un total de 34 partidos en los que anotó 11 goles durante su primera campaña en París.
El primer gol de Gameiro en la campaña 12-13 fue el 29 de septiembre de 2012 contra el FC Sochaux. Kevin Gameiro anotó tres veces más en 2012, en los partidos ante el Stade de Reims, Evian Thonon Gaillard FC y Stade Brest. Gameiro anotó su primer gol en el 2013 contra el Toulouse FC, el 23 de enero, en la Copa de Francia de Fútbol de jugar. Gameiro tuvo una destacada actuación ante el Valencia CF en el partido de ida de los octavos de la Liga de Campeones al dar una asistencia de gol a Ezequiel Lavezzi. Su próximo gol llegó ya el 29 de marzo contra el Montpellier. Su último gol de la temporada y último con el PSG llegó en una victoria ante el FC Lorient. Acabó el curso con 25 partidos jugados y 8 goles, ya que los Ibrahimović, Lucas Moura o Lavezzi le cerraron la puerta.

### Etapa en España

#### Sevilla Fútbol Club
El 23 de julio de 2013 fichó por el Sevilla Fútbol Club, firmando un contrato por 5 temporadas, por 7 millones de euros y una cláusula de 20 millones de euros Gameiro anotó su primer gol para el equipo español en su partido de ida de los play-off de la Liga Europa de la UEFA 2013-14 ante el Śląsk Wrocław, en una victoria en casa por 4-1 el 22 de agosto. El 1 de septiembre, Gameiro logró un doblete ante el Málaga CF, incluyendo un cabezazo, pero que no fue suficiente para ganar ya que el encuentro terminó empatado a 2. Poco después, el 19 de septiembre anotó su primer gol en competiciones internacionales por el Sevilla tras marcar el tanto decisivo con el que vencieron por 1-2 al Estoril Praia en la primera jornada de la fase de grupos de la Liga Europa de la UEFA, tras haber ingresado a los 65 minutos por Carlos Bacca. El 22 de septiembre anotó el único gol sevillano en la derrota por 3-1 frente al Valencia por la quinta jornada de la Liga BBVA 2013-14. El 6 de octubre anotó tempranamente a los 6 minutos del encuentro la apertura del marcador en la victoria por 2-1 sobre el Almería. Lamentablemente tuvo que ser sustituido en el entretiempo por Carlos Bacca, tras lo cual se reveló que había sufrido una elongación en el tercio proximal de la porción larga del bíceps femoral, la cual lo tendría 10 días fuera de las canchas. Aunque su lesión coincidió con el parón internacional, esta dolencia le afectó en su lucha por la titularidad en el equipo dirigido por Unai Emery. Tras algunos partidos sin anotar, volvió al gol el 28 de noviembre tras marcar a los 7 minutos en el empate a 1 frente al Estoril Praia en la Liga Europa de la UEFA 2013-14. El 1 de diciembre frente al Granada ingresó a los 81 minutos por Vicente Iborra, necesitando menos de 7 minutos para desnivelar el marcador tras marcar el gol con el que ganaron por 1-2. Sin embargo, las lesiones apenas le respetaron durante la primera parte de la temporada. El 20 de febrero de 2014 consiguió anotar en el empate 2 con el Maribor por el encuentro de ida de los dieciseisavos de final de la Liga Europa de la UEFA. Siete días después, contribuyó a la clasificación a los octavos de final tras marcar el segundo gol en la victoria por 2-1 sobre el Maribor en el partido de vuelta. El 2 de marzo anotó a los 77 minutos el único gol con el que su equipo venció por 1-0 a la Real Sociedad, habiendo ingresado solo cuatro minutos antes por Daniel Carriço. La fecha siguiente volvió a convertir en la victoria por 1-3 frente al Almería. Confirmó su buen estado de forma cuando el 16 de marzo marcó un doblete en la goleada por 4-1 ante el Real Valladolid en casa. Su final de temporada fue bestial, anotando 2 goles ante el RCD Español el 6 de abril en otra goleada por 4-1. El 10 de abril, Gameiro salió del banquillo y metió el cuarto gol del Sevilla, asegurando una victoria global por 4-2 sobre el FC Oporto y un lugar en las semifinales de la Liga Europa. En el derbi ante el Real Betis, tres días después, Gameiro anotó los dos goles de la victoria. En los jornadas siguientes anotó consecutivamente en la goleada por 4-0 sobre el Granada y en la derrota por 3-1 frente al Athletic Club.

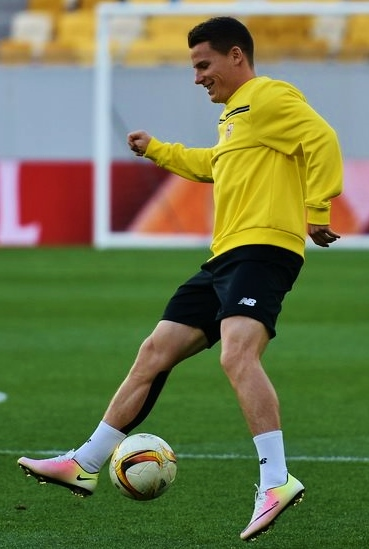
Gameiro en un entrenamiento por el Sevilla.

El 14 de mayo, en la final de la Liga Europa de la UEFA 2013-14 contra el equipo portugués del SL Benfica, Gameiro salió desde el banquillo en el tiempo extra en reemplazo de Marko Marin y metió el penalti decisivo que dio una tercera Liga Europa al Sevilla, pasando a la historia del conjunto hispalense. Jugó 34 partidos y anotó 15 goles en la Liga BBVA 2013-14 formando una gran sociedad con el colombiano Carlos Bacca. También fue clave en su aportación a la conquista de la Liga Europa de la UEFA, donde anotó 6 goles siendo el máximo goleador sevillista en la competición.
Comenzó lesionado la temporada 2014-15 tras sufrir una distensión de ligamentos en la rodilla derecha, la cual le imposibilitó de disputar el 12 de agosto la Supercopa de Europa frente al Real Madrid, la cual terminó en derrota por 2-0. Luego de más de dos meses, hizo su regreso a las canchas el 19 de octubre por la octava jornada de Liga, donde marcó de cabeza el segundo gol del Sevilla en la victoria a domicilio por 0-2 ante el Elche C. F. tras haber ingresado a los 60 minutos por Gerard Deulofeu. El 29 de octubre anotó de penal en la goleada como visitante por 1-6 sobre el C. E. Sabadell F. C. por el encuentro de ida de dieciseisavos de final de la Copa del Rey. Sin embargo, se vio relegado a la suplencia debido al buen momento de Carlos Bacca en la ofensiva sevillista. El 6 de noviembre marcó el primer tanto en la victoria por 3-1 sobre el Standard Lieja por la cuarta jornada de la fase de grupos de la Liga Europa de la UEFA 2014-15. Volvió a convertir en Liga el 30 de noviembre en la goleada por 5-1 sobre el Granada. El 3 de diciembre en el encuentro de vuelta de los dieciseisavos de final de la Copa del Rey frente al C. E. Sabadell F. C., contribuyó con una anotación en la goleada por 5-1, asegurando la clasificación a los octavos de final. El 8 de enero de 2015, en el partido de ida de los octavos de final con el Granada, Gameiro anotó el segundo gol en la victoria por 1-2. En el encuentro de vuelta realizado seis días después, Gameiro marcó un doblete y asistió a Denis Suárez en la goleada por 4-0 sobre el Granada, logrando el paso a los cuartos de final. Aunque le costó conseguir un puesto como titular, en febrero y marzo tuvo una enorme racha, anotando goles seguidos ante Real Sociedad, R.C. Deportivo de La Coruña y Elche C. F. por la Liga y frente al Villarreal por el partido de ida de los octavos de final de la Liga Europa demostrando estar ya a tope tras sus lesiones y volviendo a ser un hombre de confianza para Unai Emery en la reconquista de la Liga Europa de la UEFA 2014-15 y en la lucha por entrar en Liga de Campeones. El 7 de abril frente al Levante abrió el marcador y además asistió a José Antonio Reyes en la victoria como visitante por 1-2. La fecha siguiente anotó a los 84 minutos el gol del empate a 2 con el Barcelona, luego de haber ingresado diez minutos antes por Carlos Bacca. El 23 de abril anotó el gol clave con el que se logró un empate a 2 con el Zenit San Petersburgo en Rusia por el partido de vuelta de los cuartos de final de la Liga Europa de la UEFA, logrando clasificar a las semifinales. En la semifinal de ida realizada el 7 de mayo, Gameiro anotó el último gol en la victoria por 3-0 sobre la Fiorentina. Tres días después anotó en el empate a 1 con el Celta de Vigo en calidad de visita. El 14 de mayo en la semifinal de vuelta, el Sevilla logra vencer por 0-2 a la Fiorentina, encuentro en el que Gameiro ingresó a los 70 minutos por Carlos Bacca, asegurando el paso a la final de la Liga Europa.
El 27 de mayo se consagró por segunda temporada consecutiva campeón de la Liga Europa de la UEFA 2014-15 tras vencer en la final por 2-3 al Dnipro Dnipropetrovsk en el Estadio Nacional de Varsovia, encuentro en el que ingresó a los 82 minutos por Carlos Bacca. Terminó la temporada 2014-15 con 17 goles en 44 partidos disputados con el club andaluz a pesar de no ser un titular indiscutido (8 en La Liga, 4 en Liga Europa y 5 en la Copa del Rey).
Tras la marcha de Carlos Bacca, y pese a las llegadas de Ciro Immobile y Fernando Llorente, Gameiro fue titular durante la temporada 2015/16. Su primer gol llegó en el primer título en juego de la temporada, en la Supercopa de Europa, que sin embargo perdieron por 5-4 ante el F. C. Barcelona. El 24 de octubre de 2015, Gameiro anotó un triplete en un partido de la Liga en casa contra el Getafe C.F., en el que el Sevilla ganó 5-0, logrando su primer triplete de Liga.
El 18 de mayo marcó un gol en la final de la Liga Europa y sentenció el partido haciendo ganar su quinta Liga Europa al Sevilla ante el Liverpool FC y su tercera en el aspecto personal (todas consecutivas). También disputó días después la final de la Copa del Rey, aunque en este caso los de Nervión no pudieron llevarse el título, tras caer 2-0 en la prórroga ante el F. C. Barcelona.
Gameiro acabó la 2015-16, con números de estrella, marcó 16 goles en liga, 3 en Copa y 10 en competiciones europeas (Liga de Campeones y Liga Europa), lo que sumaron un total de 29 goles en 52 partidos, haciendo un porcentaje de 0,58 goles por partido.

#### Club Atlético de Madrid
El 30 de julio de 2016, el Sevilla FC y el Atlético de Madrid llegaron a un acuerdo para el traspaso del delantero francés al equipo colchonero, el precio ronda los 30 millones de € más 7 en variables. Gameiro fue clave en el equipo sevillista, quien aportó a la consecución de tres Liga Europa. El internacional francés anotó 67 goles y dio 17 asistencias durante 3 temporadas, convirtiéndose así en uno de los delanteros más letales de la liga BBVA.
Debutó con su nuevo club en la primera jornada de liga, frente al Deportivo Alavés, anotando su primer gol de penalti, en un empate a uno en casa. El 17 de septiembre volvería a anotar en la goleada 5 a 0 sobre el Sporting de Gijón. El 29 de octubre hizo su primer doblete con los colchoneros en el 4 a 2 sobre el Málaga Club de Fútbol. El 23 de noviembre de 2016 marcó el gol 100 del Atlético en casa en la Liga de Campeones en el 2-0 sobre el PSV Eindhoven.
El 18 de febrero de 2017 anotó un hat-trick histórico en la goleada como visitantes 4 a 1 sobre el Sporting de Gijón, lo hizo en menos de cinco minutos de juego luego de haber entrado en el segundo tiempo.

#### Valencia Club de Fútbol
El 13 de agosto de 2018 el Atlético de Madrid hizo oficial su traspaso al Valencia C. F.
En la temporada 2018-19 se destacó especialmente en la Copa del Rey, que lograría llegar a la final y ganar el campeonato con el conjunto ché anotando uno de los goles en la victoria 1-2 frente al F. C. Barcelona en la final disputada en el Estadio Benito Villamarín.
Permaneció dos años más en el club, abandonándolo en junio de 2021 tras finalizar su contrato y no ser renovado.

### Regreso a Francia
Después de ocho temporadas en el fútbol español, el 18 de julio de 2021 se hizo oficial su vuelta al Racing Club de Estrasburgo, trece años después de su salida del club, firmando por dos años. Estuvo un tercero y en mayo de 2024 decidió poner fin a esta segunda etapa al finalizar la campaña coincidiendo con la expiración de su contrato. Desde entonces permaneció sin equipo hasta que en marzo de 2025 anunció su retirada.

## Selección francesa
Gracias a sus orígenes pudo elegir a la selección de fútbol de Portugal; pero debutó con la selección de fútbol de Francia y se produjo el 3 de septiembre de 2010 en Saint-Denis en un partido correspondiente a la clasificación para la Eurocopa 2012 que enfrentaba a Francia contra Bielorrusia, con derrota para los Bleus por 0-1. Gameiro fue nuevamente llamado para un amistoso contra Brasil, y también para los partidos de clasificación para la Eurocopa 2012 contra Luxemburgo y Croacia. Gameiro repitió convocatoria para los partidos contra Bielorrusia y Ucrania. El 6 de junio de 2011 Gameiro jugó su primer partido como titular con la selección de fútbol de Francia y además marcó su primer gol con su selección, consiguiendo el gol que le proporcionó a Francia un empate momentáneo contra Ucrania y que finalmente terminó con victoria para los franceses 4 goles por uno.

## Estadísticas
Actualizado al último partido disputado en su carrera.
| Club                        | Div.          | Temporada     | Liga  | Liga  | Copas nacionales | Copas nacionales | Torneos internacionales | Torneos internacionales | Total | Total | Media goleadora |
| Club                        | Div.          | Temporada     | Part. | Goles | Part.            | Goles            | Part.                   | Goles                   | Part. | Goles | Media goleadora |
| --------------------------- | ------------- | ------------- | ----- | ----- | ---------------- | ---------------- | ----------------------- | ----------------------- | ----- | ----- | --------------- |
| Racing Estrasburgo Francia  | 1.ª           | 2005-06       | 8     | 1     | 1                | 2                | 3                       | 2                       | 12    | 5     | 0.42            |
| Racing Estrasburgo Francia  | 2.ª           | 2006-07       | 16    | 3     | 4                | 3                | —                       | —                       | 20    | 6     | 0.3             |
| Racing Estrasburgo Francia  | 1.ª           | 2007-08       | 34    | 6     | 2                | 0                | —                       | —                       | 36    | 6     | 0.17            |
| F. C. Lorient Francia       | 1.ª           | 2008-09       | 37    | 11    | 2                | 2                | —                       | —                       | 39    | 13    | 0.33            |
| F. C. Lorient Francia       | 1.ª           | 2009-10       | 35    | 17    | 4                | 3                | —                       | —                       | 39    | 20    | 0.51            |
| F. C. Lorient Francia       | 1.ª           | 2010-11       | 36    | 22    | 5                | 2                | —                       | —                       | 41    | 24    | 0.59            |
| F. C. Lorient Francia       | Total club    | Total club    | 108   | 50    | 11               | 7                | —                       | —                       | 119   | 57    | 0.48            |
| París Saint-Germain Francia | 1.ª           | 2011-12       | 34    | 11    | 4                | 2                | 7                       | 1                       | 45    | 14    | 0.31            |
| París Saint-Germain Francia | 1.ª           | 2012-13       | 25    | 8     | 4                | 1                | 3                       | 0                       | 32    | 9     | 0.28            |
| París Saint-Germain Francia | Total club    | Total club    | 59    | 19    | 8                | 3                | 10                      | 1                       | 77    | 23    | 0.3             |
| Sevilla F. C. · España      | 1.ª           | 2013-14       | 35    | 15    | 1                | 0                | 13                      | 6                       | 49    | 21    | 0.43            |
| Sevilla F. C. · España      | 1.ª           | 2014-15       | 26    | 8     | 6                | 5                | 12                      | 4                       | 44    | 17    | 0.39            |
| Sevilla F. C. · España      | 1.ª           | 2015-16       | 31    | 16    | 6                | 3                | 15                      | 10                      | 52    | 29    | 0.56            |
| Sevilla F. C. · España      | Total club    | Total club    | 92    | 39    | 13               | 8                | 40                      | 20                      | 145   | 67    | 0.46            |
| Atlético de Madrid · España | 1.ª           | 2016-17       | 31    | 12    | 6                | 3                | 9                       | 2                       | 46    | 17    | 0.37            |
| Atlético de Madrid · España | 1.ª           | 2017-18       | 25    | 7     | 3                | 1                | 8                       | 3                       | 36    | 11    | 0.31            |
| Atlético de Madrid · España | Total club    | Total club    | 56    | 19    | 9                | 4                | 17                      | 5                       | 82    | 28    | 0.34            |
| Valencia C. F. · España     | 1.ª           | 2018-19       | 33    | 6     | 9                | 3                | 13                      | 3                       | 55    | 12    | 0.22            |
| Valencia C. F. · España     | 1.ª           | 2019-20       | 29    | 6     | 3                | 0                | 7                       | 2                       | 39    | 8     | 0.21            |
| Valencia C. F. · España     | 1.ª           | 2020-21       | 27    | 4     | 0                | 0                | —                       | —                       | 27    | 4     | 0.15            |
| Valencia C. F. · España     | Total club    | Total club    | 89    | 16    | 12               | 3                | 20                      | 5                       | 121   | 24    | 0.2             |
| Racing Estrasburgo Francia  | 1.ª           | 2021-22       | 35    | 11    | 2                | 0                | —                       | —                       | 37    | 11    | 0.3             |
| Racing Estrasburgo Francia  | 1.ª           | 2022-23       | 34    | 10    | 1                | 0                | —                       | —                       | 35    | 10    | 0.29            |
| Racing Estrasburgo Francia  | 1.ª           | 2023-24       | 27    | 4     | 3                | 1                | —                       | —                       | 30    | 5     | 0.17            |
| Racing Estrasburgo Francia  | Total club    | Total club    | 154   | 35    | 13               | 6                | 3                       | 2                       | 170   | 43    | 0.25            |
| Total carrera               | Total carrera | Total carrera | 558   | 178   | 66               | 31               | 90                      | 33                      | 714   | 242   | 0.34            |

### Tripletes
| 1 | 19 de febrero de 2011 | Stade du Moustoir, Lorient     | Lorient - Bordeaux                     |       | 5 - 1           | Ligue 1 2010-11 |
| 2 | 16 de octubre de 2011 | Stade François-Coty, Ajaccio   | Ajaccio - Paris Saint Germain          | 1 - 3 | Ligue 1 2011-12 |                 |
| 3 | 24 de octubre de 2015 | Ramón Sánchez-Pizjuán, Sevilla | Sevilla - Getafe                       | 5 - 0 | LaLiga 2015-16  |                 |
| 4 | 18 de febrero de 2017 | Estadio El Molinón, Gijón      | Sporting de Gijón - Atlético de Madrid | 1 - 4 | LaLiga 2016-17  |                 |

## Palmarés

### Títulos nacionales
| Título       | Club                      | País    | Año     |
| ------------ | ------------------------- | ------- | ------- |
| Ligue 1      | Paris Saint-Germain F. C. | Francia | 2012-13 |
| Copa del Rey | Valencia C. F.            | España  | 2018-19 |

### Títulos internacionales
| Título                 | Club               | Sede     | Año     |
| ---------------------- | ------------------ | -------- | ------- |
| Liga Europa de la UEFA | Sevilla F. C.      | Turín    | 2013-14 |
| Liga Europa de la UEFA | Sevilla F. C.      | Varsovia | 2014-15 |
| Liga Europa de la UEFA | Sevilla F. C.      | Basilea  | 2015-16 |
| Liga Europa de la UEFA | Atlético de Madrid | Lyon     | 2017-18 |